# Bospieper
De bospieper (Anthus nyassae) is een soort zangvogel uit de familie piepers en kwikstaarten van het geslacht Anthus.

## Verspreiding en leefgebied
Deze soort komt voor in zuidelijk Centraal-Afrika en telt drie ondersoorten:
- A. n. schoutedeni: van zuidoostelijk Gabon, zuidelijk Congo-Brazzaville en zuidelijk Congo-Kinshasa tot zuidelijk Angola, noordoostelijk Namibië en noordelijk Botswana.
- A. n. nyassae: Zambia, zuidelijk Tanzania, Malawi en noordwestelijk Mozambique.
- A. n. frondicolus: oordoostelijk Botswana, Zimbabwe en zuidelijk Mozambique.